# Consolacion
Consolacion – miasto na Filipinach w regionie Środkowe Visayas, na wyspie Cebu. W 2010 roku liczyło 106 649 mieszkańców.